# Danuta Drozd
Danuta Teresa Drozd (ur. 9 maja 1939 w Kaliszu, zm. 3 listopada 2021) – polska specjalistka w zakresie hodowli roślin, prof. dr hab.

## Życiorys
Studiowała inżynierię rolnictwa na Wydziale Rolniczym Wyższej Szkole Rolniczej we Wrocławiu. Obroniła pracę doktorską Wyniki badań nad dziedziczeniem zawartości białka ogólnego w ziarnie pszenicy, w 1990 habilitowała się na podstawie pracy zatytułowanej Dziedziczenie niektórych cech użytkowych pszenicy jarej ze szczególnym uwzględnieniem interakcji genotypowo-środowiskowej. 20 stycznia 2000 nadano jej tytuł profesora w zakresie nauk rolniczych. 
Pracowała w Katedrze Genetyki, Hodowli Roślin i Nasiennictwa na Wydziale Przyrodniczym i Technologicznym Uniwersytetu Przyrodniczego we Wrocławiu.
Zmarła 3 listopada 2021.

## Odznaczenia i wyróżnienia
- Złoty Krzyż Zasługi[1]
- Nagroda Rektora (siedmiokrotnie)[1]